# ستيف هولدن
ستيف هولدن (بالإنجليزية: Steve Holden)‏ هو متسابق دراجات نارية بريطاني، ولد في 12 ديسمبر 1952 في ليفربول في المملكة المتحدة، وتوفي في 13 ديسمبر 2014.